# Viganj
Viganj je  naselje in manjše pristanišče na jugozahdni obali Pelješca, ki leži 8 km zahodno od Orebića v zalivu sv. Liberan; upravno spada pod občino Orebić (glej Orebić); ta pa v Dubrovniško-neretvansko županijo.
Viganj sestavljajo štirje zaselki: Besaljina, Dol, Kovačević in Podac. Viganj obkroža velika peščena plaža obkrožena z borovim gozdom. Severovzhodno od Vignja je planinska izletniška točka na 961 m visokem hribu Sveti Ilija.
Področje Vignja je bilo naseljeno že v prazgodovinskem času, na kar kažejo ostanki ilirskih grobov. V Vignju sta dve cerkvi: samostan in cerkev dominikancev sta bila postavljena 1671, cerkev sv. Mihovila, pa je bila zgrajena  v času gotike in prenovljena 1760.
Zaradi specifične lege znotraj preliva med Pelješcem in otokom Korčulo je v kraju vsakodnevno prisoten veter (maestral); tako je Viganj postal priljubljeno središče za jadranje na deski in kajtanje. Po mnenju nekaterih je tudi sama plaža ena lepših na Hrvaškem.

## Demografija
| Pregled števila prebivalcev po letih | Pregled števila prebivalcev po letih | Pregled števila prebivalcev po letih | Pregled števila prebivalcev po letih | Pregled števila prebivalcev po letih | Pregled števila prebivalcev po letih | Pregled števila prebivalcev po letih | Pregled števila prebivalcev po letih | Pregled števila prebivalcev po letih | Pregled števila prebivalcev po letih | Pregled števila prebivalcev po letih | Pregled števila prebivalcev po letih | Pregled števila prebivalcev po letih | Pregled števila prebivalcev po letih | Pregled števila prebivalcev po letih |
| ------------------------------------ | ------------------------------------ | ------------------------------------ | ------------------------------------ | ------------------------------------ | ------------------------------------ | ------------------------------------ | ------------------------------------ | ------------------------------------ | ------------------------------------ | ------------------------------------ | ------------------------------------ | ------------------------------------ | ------------------------------------ | ------------------------------------ |
| 1857                                 | 1869                                 | 1880                                 | 1890                                 | 1900                                 | 1910                                 | 1921                                 | 1931                                 | 1948                                 | 1953                                 | 1961                                 | 1971                                 | 1981                                 | 1991                                 | 2001                                 |
| 563                                  | 468                                  | 482                                  | 471                                  | 452                                  | 414                                  | 369                                  | 337                                  | 235                                  | 285                                  | 338                                  | 346                                  | 317                                  | 330                                  | 322                                  |